# Bohuslav Križka
Bohuslav Križka (ur. 24 marca 1863 w Kremnicy, zm. 19 stycznia 1938 w Bratysławie) – słowacki inżynier górniczy, pionier techniki, wynalazca.
Urodził się w rodzinie wielce zasłużonej dla górniczej Kremnicy. W latach 1883–1886 studiował w Akademii Górniczej i Leśnej w Bańskiej Szczawnicy, a następnie kontynuował studia w niemieckim Charlottenburgu.
Po powrocie do Kremnicy zajmował się szeroko rozumianą działalnością inżynierską. Był autorem licznych wynalazków i patentów, m.in. rotacyjnej pompy tłokowej, rotacyjnego tłokowego silnika płynowego, paleniska z rusztem kaskadowym i wrębiarki. Do praktyki górniczej wprowadził turbinę parową oraz szereg narzędzi i urządzeń zasilanych prądem elektrycznym. Zajmował się produkcją kwasu siarkowego z siarkowodoru oraz z produktów suchej destylacji drewna, a od 1915 r. podejmował próby uzyskania benzyny syntetycznej z węgla.
Był inicjatorem zainstalowania i uruchomienia 9 grudnia 1887 r. w Kremnicy oświetlenia (jako w pierwszym mieście ówczesnych Węgier i drugim – po Wiedniu – w całej monarchii Habsburgów). Jego staraniem również w tym samym roku uruchomiono w Kremnicy pierwszą łączność telefoniczną.
Wiele swych prac publikował w językach niemieckim i francuskim. Działał też w sekcji językoznawczej Macierzy Słowackiej przy kodyfikacji słowackiego nazewnictwa technicznego.
Pochowany jest w Lubochni.